# Congreso de Tucumán (stacja metra)
Congreso de Tucumán – stacja końcowa metra w Buenos Aires, na linii D. Znajduje się za stacją Juramento. Stacja została otwarta 27 kwietnia 2000.